# Służew nad Dolinką
Służew nad Dolinką lub dawniej: Służew nad Doliną – osiedle i część miasta na Służewie w dzielnicy Mokotów w Warszawie.

## Położenie i charakterystyka
Osiedle Służew nad Dolinką położone jest na stołecznym Mokotowie, na południowym wschodzie obszaru Miejskiego Systemu Informacji Służew. Składa się z dwóch części: zachodniej (budowanej jako Służew nad Doliną I) i wschodniej (Służew nad Doliną II) ograniczonych ulicami Puławską, Wałbrzyską, Kmicica, Łukową, a także Doliną Służewską z Potokiem Służewieckim od południa. Zajmuje obszar ok. 52,4 ha.
Przez osiedle przebiegają ulice Jana Sebastiana Bacha, Batuty, Sonaty, Wolfganga Amadeusza Mozarta, Wróbla, Zygmunta Noskowskiego, Józefa Elsnera, Tarniny (wschodnia część), Nowoursynowska oraz aleja Harcerzy Rzeczypospolitej (duża część nazw ulic jest powiązana z muzyką). Na jego terenie znajduje się wejście do stacji metra Służew. Graniczy na północy z nowym cmentarzem na Służewie, a na południu z parkiem Dolina Służewska będącym częścią Warszawskiego Obszaru Chronionego Krajobrazu. Znajdują się tu dwa pomniki przyrody w postaci głazów narzutowych.
Za realizację kompleksu mieszkaniowego, budowanego od 1973 roku, odpowiadała powstała w 1958 roku Spółdzielnia Mieszkaniowa „Mokotów”. Od 1991 osiedlem zarządza Spółdzielnia Mieszkaniowa „Służew nad Dolinką”, która powstała poprzez podział poprzedniej. W tym samym roku zmieniono też oficjalną nazwę osiedla zmieniając „Dolinę” na „Dolinkę”. Spółdzielnia zarządza, według stanu z 2021 roku, 46 budynkami, w tym 42 w zasobach własnych. Grunty leżące w jej gestii mają powierzchnię ponad 42 ha, a liczba mieszkańców osiedla to ok. 10000.
Cechami wyróżniającymi osiedle z punktu widzenia architektonicznego są: niejednorodne bryły budynków, kolorystyka różnicująca poszczególne sektory kompleksu złożona z koloru białego i różnych intensywnych barw (czerwona, niebieska, zielona, czarna), a także charakterystyczne balkony wsparte na żelbetowych słupach. Podobne podpory pod balkonami zastosowano w Warszawie także na osiedlach Stawki i Wrzeciono. Osiedle zostało zaprojektowano w powiązaniu ze skarpą dolinki i występującą na jej obszarze zielenią. Na jego terenie rośnie ok. 3000 drzew (dominują klony, lipy i brzozy).

## Zabudowa i historia

### Służew nad Doliną I
Część zachodnia osiedla została zaprojektowana przez Janusza Nowaka, Piotra Sembrata i Jerzego Kuźmienkę z Zakładu Projektowania Kombinatu Budownictwa Miejskiego – Śródmieście w Warszawie. W skład zespołu wchodzili także Tadeusz Parzyński, Władysław Bryndza-Nacki, Georgi Czarkwiani oraz Jerzy Leszczyński. Osiedle zostało wybudowane w latach 1973–1978. Jego powierzchnia wynosi 40,83 ha. Kwartał składa się z budynków wielorodzinnych o 4, 11 i 13 kondygnacjach wybudowanych w nowatorskiej ówcześnie technologii ramy H. Całość zaplanowano na 4400 mieszkań o średniej powierzchni 50 m² dla 15100 mieszkańców. Uzupełnieniem były przedszkole, żłobek, budynki administracyjne oraz pawilony handlowe. Pomiędzy blokami przy ul. Batuty 3 a Jana Sebastiana Bacha 22 utworzono amfiteatr znajdujący się na niewielkim wzniesieniu. Kubatura budynków mieszkalnych to 1 032 000 m³, a usługowych 118 500 m³. Generalnym wykonawcą zespołu był Kombinat Budownictwa Mieszkaniowego Zjednoczenia Budownictwa „Warszawa”.
Wyróżniającym się obiektem, a jednocześnie jednym z pierwszych oddanych do użytkowania, był budynek przy ul. Wałbrzyskiej 19. Przy jego wznoszeniu wykorzystano dużo, jak na ówczesne czasy, tworzyw sztucznych, od okien po elementy wyposażenia. Blok nazywany był „chemikaliowcem” lub „plastikowcem”. Jego wyposażenie, takie jak tapety, sanitariaty i wykładziny, pochodziło z importu z Francji, a blachy elewacyjne ze Szwecji.
Zachodnia część osiedla Służew nad Doliną została uhonorowana tytułem Mistera Warszawy przyznawanym przez dziennik „Życie Warszawy” ex aequo wraz z dwoma innymi obiektami za 1978 rok.

### Służew nad Doliną II
Część wschodnia została zaprojektowana przez Janusza Kazubińskiego i Marię Zalewską, a wybudowana w latach 1976–1979. Na osiedle składają się budynki wielorodzinne o 4 i 11 kondygnacjach wybudowane w technologii ramy H i wielkoblokowej „Ż” z 916 mieszkaniami zaplanowanymi dla 3200 osób. Powstał też pawilon handlowy. Powierzchnia osiedla to 11,6 ha.

### Późniejsza zabudowa
Spółdzielnia Mieszkaniowa „Służew nad Dolinką” od 2003 roku prowadzi na terenie osiedla dalszą działalność deweloperską. Powstały kolejne budynki z przeważającą funkcją mieszkalną:
- Noskowskiego 2 (zakończenie budowy w 2005 roku): 58 mieszkań i 1 lokal użytkowy;
- Puławska 255 (2009): 128 mieszkań i 3 lokale użytkowe;
- Puławska 255A (2010): 17 mieszkań i 1 lokal użytkowy;
- Elsnera 34 (2012): 113 mieszkań i 1 lokal użytkowy;
- Mozarta 1, „Dom nad Doliną” (2017): 103 mieszkania i 2 lokale użytkowe;
- Sonaty 5, „Sonata nad Dolinką” (2021): 135 mieszkań i lokale usługowe.

Kolejnym budowanym budynkiem mieszkalnym jest obiekt u zbiegu ulicy Puławskiej i Wałbrzyskiej w miejscu pawilonu handlowego zajmowanego przez Mokpol i restauracji McDonald’s. Nazwa inwestycji to Wałbrzyska 21 i wznoszona jest od 2023 – mieściła będzie 160 lokali mieszkalnych, kilkanaście usługowych i prawie 250 miejsc postojowych na trzykondygnacyjnym garażu podziemnym.
W granicach osiedla znajduje się także wybudowane w latach 1996–1999 roku Centrum Handlowe „LAND”.

## W kulturze
Na osiedlu przez pewien czas mieszkał artysta Zdzisław Beksiński. W 2007 na budynku przy ul. Sonaty 6, w którym mieszkał i gdzie został zamordowany, powstał poświęcony mu mural autorstwa Piotra Janowczyka.
Swoją młodość spędził tu raper Tede. Nazwa płyty z 2006 roku „Esende Mylffon” wywodzi się częściowo od skrótu nazwy osiedla – SND. Nakręcono tu teledysk do utworów znajdujących się na tym albumie – „Blask/To jeszcze nie koniec”.
Służew nad Dolinką był miejscem kręcenia scen serialu Zmiennicy w reżyserii Stanisława Barei, a także toczy się tu część akcji powieści Joanna Chmielewskiej – Lesio.
Na osiedlu znajduje się ulica Batuty, na podstawie której w 2004 roku stworzono w polskojęzycznej Wikipedii mistyfikację dotyczącą istnienia Henryka Batuty. W rzeczywistości nazwa ulicy nawiązuje do muzyki a nie człowieka.

## Galeria
| - Część wschodnia osiedla. Widok z południowego zachodu znad alei Harcerzy Rzeczypospolitej (na pierwszym planie ulica Sonaty, dalej w tle część Służew nad Dolinką II) - Wnętrze osiedla. Budynki pod adresami (od lewej do prawej): ul. Batuty: 7D, 7C, 7B (przedszkole), 7 i 7A z widocznymi charakterystycznymi balkonami - Widok na osiedle z brzegu Potoku Służewieckiego - Budynek określany jako „chemikaliowiec” – ul. Wałbrzyska 19 - Budynek przy ul. Mozarta 1 wybudowany w 2017 roku, widoczne logo Spółdzielni Mieszkaniowej „Służew nad Dolinką” - Budowa bloku na osiedlu w 1976 - Widok na „chemikaliowiec” od strony nieistniejącego już sklepu spożywczego w 1977 - Widok na osiedle od ulicy Wałbrzyskiej na wysokości dzisiejszego CH „LAND” w 1982 - Żołnierze Nadwiślańskiej Jednostki Wojskowej MSW wykonujący prace na terenie osiedla w 1978 - Dolina Służewska w 1979 |